# Поліцейський загін!
«Поліційний загін!» (англ. Police Squad!) — американський телесеріал у жанрі кримінальної комедії, що транслювався на телеканалі ABC у 1982 році. Створений Девідом Цукером, Джимом Абрагамсом і Джеррі Цукером. Серіал пародіює поліційні процедури, популярні телешоу та фільми. Він вирізняється фірмовим гумором авторського тріо: візуальними гегами, грою слів та абсурдними репліками. Головну роль лейтенанта Френка Дребіна виконав Леслі Нільсен.
Серіал частково наслідує стиль таких класичних кримінальних шоу, як «Загін Ем» з Лі Марвіном, а також «Загін злочинців» кінця 1960-х років. Попри схвальні відгуки критиків, серіал було скасовано після шести епізодів. Утім, саме цей проєкт став основою для популярної кінотрилогії «Голий пістолет» (1988–1994, 2025).

## Історія
«Поліційний загін!» — американський комедійний телесеріал, створений творчим тріо Девідом Цукером, Джимом Абрагамсом і Джеррі Цукером (відомими як ZAZ), які раніше працювали над сатиричними стрічками «The Kentucky Fried Movie» (1977) та «Аероплан!» (1980). Надихнувшись телесеріалом «Загін Ем», ZAZ прагнули створити ще одну пародійно-гумористичну кінострічку, але через відсутність цілісного сюжету проєкт перетворився на шестисерійний телесеріал — за рішенням президента Paramount Pictures Майкла Айснера, попри намір авторів зробити повнометражний фільм.
Прем’єра відбулась у березні 1982 року, однак вже після чотирьох епізодів серіал було знято з ефіру. Останні два випуски транслювали влітку, у слоті літніх повторів. Попри позитивні відгуки критиків, телеканал ABC остаточно скасував проєкт після шести епізодів. Згодом серіал набув культового статусу завдяки повторним показам на кабельних телеканалах.
У серіалі роль капітана Еда Гокена виконав Алан Норт, а офіцера Норберґа — Пітер Лупус. У кіноадаптаціях ці ролі перейшли до Джорджа Кеннеді та О. Дж. Сімпсона відповідно, при цьому персонажа перейменували на Нордберґа. Єдиними акторами, що зберегли свої ролі у фільмах, були Леслі Нільсен (Френк Дребін), Ед Вільямс (вчений Тед Олсон) і Рональд «Роник» Тейлор (дуже високий Ел).
Деякі актори також з’явились у камео як у серіалі, так і в фільмах: зокрема, психолог Джойс Бразерс зіграла саму себе в четвертому епізоді «Поліційний загін!» і фільмі «Голий пістолет», а співак Роберт Ґуле, який був одним із «спеціальних зіркових гостей», убитих у заставці серіалу, виконав роль антагоніста Квентіна Гапсбурга у фільмі «Голий пістолет 2½: Запах страху».

## Акторський склад
- Леслі Нільсен — Френк Дребін
- Алан Норт — Ед Гокен
- Пітер Лупус — Норберґ
- Ед Вільямс — Тед Олсон
- Вільям Дьюел — Джонні
- Рональд «Роник» Тейлор — Ел